# Arenicolidae
Arenicolidae — родина багатощетинкових червів ряду Capitellida.

## Опис
Тіло циліндричне, чітко розділене на три частини: пребрахіальну, брахіальну і каудальну. Простома без відростків. Один або два передні сегменти без щетинок. На інших сегментах усі щетинки є нерозгалуженими, включаючи капілярні і ростратні щетинки. Нотоподії мають тупий зріз, а нейроподії видовжені. Зябра (branchiae), присутні на деяких медіальних і задніх сегментах. За винятком роду Branchiomaldane, вони досить добре відрізняються від інших поліхет товстим епідермісом, чітко вираженою зябровою областю, дуже чубчастими зябрами та життям у піску. Живляться детритом і водоростями.

## Роди
- Abarenicola Wells, 1959
- Arenicola Lamarck, 1801
- Arenicolides Mesnil, 1898
- Branchiomaldane Langerhans, 1881
- Clymenides
- Eruca
- Protocapitella